# Schöllbronn
Schöllbronn liegt am Rande des nördlichen Schwarzwalds und ist ein Stadtteil von Ettlingen. Im Mai 2005 wurde erstmals die 3000-Einwohner-Marke erreicht. Der Ort ist bekannt für sein Waldschwimmbad und durch die 1880 errichtete Kirche St. Bonifatius. Von der Schöllbronner Bevölkerung wird die neugotische Kirche auch gern als „Dom vom Albtal“ bezeichnet, da sie für eine gewöhnliche Dorfkirche recht groß ist.

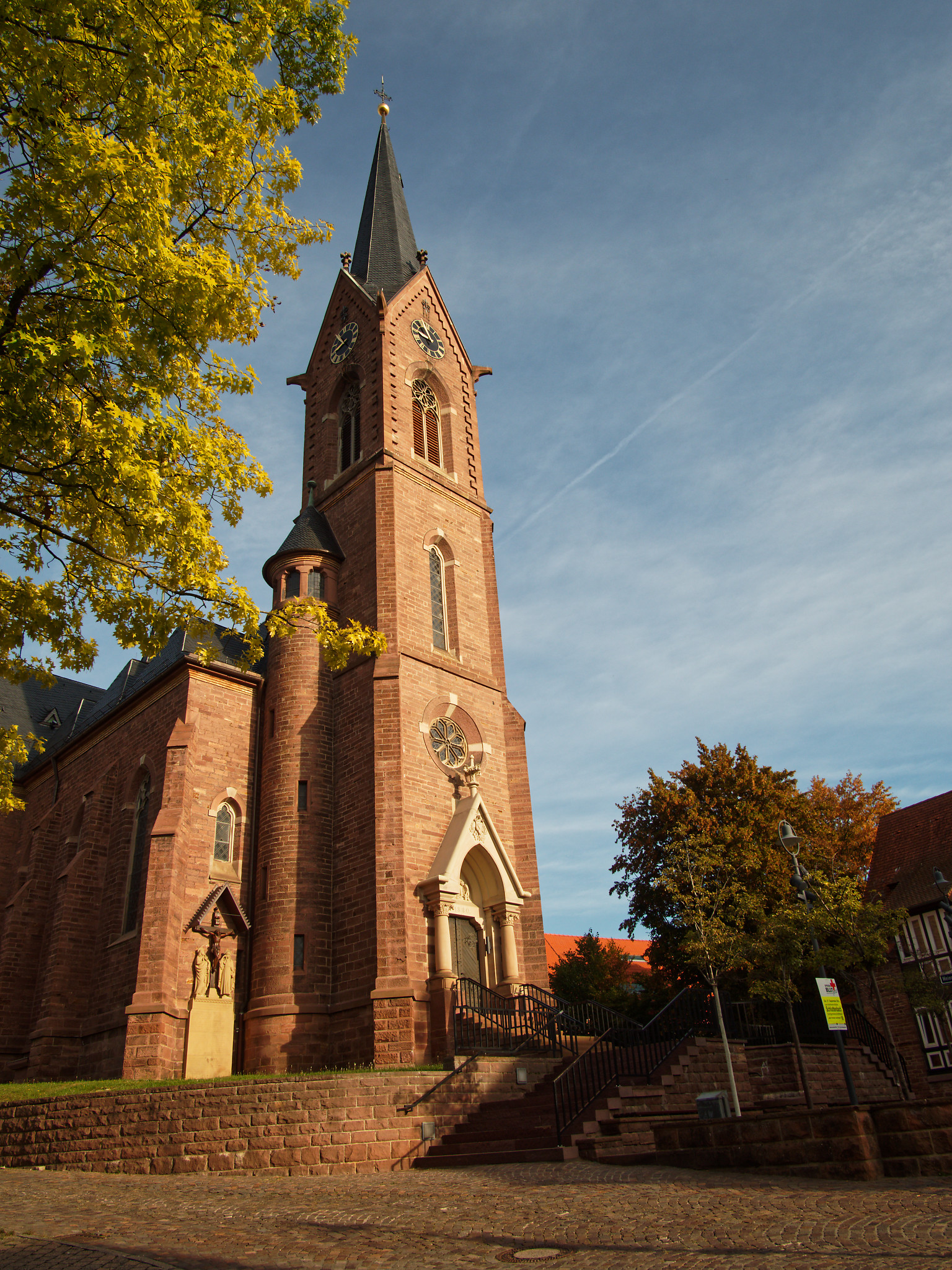
Kath. Kirche St. Bonifatius

## Geografie
Schöllbronn liegt zwischen 210 m über NN und 400 m über NN, der Rathausplatz (vor der Kirche) liegt auf 330,2 m über NN. Die Gemarkungsfläche beträgt rund 681 Hektar, davon 379 ha Wald (56 % der Schöllbronner Gemarkung). Somit hat Schöllbronn die meiste Waldfläche innerhalb der Ettlinger Gemarkung.

## Geschichte
Schöllbronn wurde erstmals im Jahre 1254 als „Villa Scheltebrunnen“ urkundlich erwähnt und gehört dadurch zu den ältesten Ansiedlungen der linken Albhochfläche.
Im Jahre 1435 wurde das Dorfrecht verliehen.
Schöllbronn wurde erst 1457 vollständig badisch, nachdem die alten Lehnsherren ihren Besitz für 2700 Gulden an die Markgrafschaft Baden verkauft hatten. Nach Teilung der Markgrafschaft 1535 mussten die Schöllbronner innerhalb von 100 Jahren acht Mal die Konfession wechseln.
Auch der Dreißigjährige Krieg machte vor Schöllbronn nicht Halt, und während des Polnischen Erbfolgekriegs spielten sich an den Ettlinger Linien (noch heute sichtbar zwischen Schöllbronn und Spessart) vereinzelte Kämpfe ab.
Nach dem Zweiten Weltkrieg wurde Schöllbronn von französischen Truppen besetzt.
Der Ort wurde im Jahr 1970 als Erholungsort ausgewiesen, eine offizielle Ernennung zum Luftkurort wurde jedoch nie weiter angestrebt. Heute spielt der Fremdenverkehr jedoch keine besonders große Rolle mehr. Schöllbronn hat gut ausgebaute Wanderwege, Schutzhütten und einen Grillplatz.
Schöllbronn ist seit dem 1. Oktober 1974 ein Stadtteil der Großen Kreisstadt Ettlingen, nachdem – während der Gebietsreform in Baden-Württemberg – ein Zusammenschluss mit den Nachbargemeinden Spessart, Schluttenbach (beide jetzt ebenfalls Stadtteile von Ettlingen) und Völkersbach (jetzt zur Gemeinde Malsch gehörend) zur Gemeinde Schönreuth gescheitert war. Die Schöllbronner legen großen Wert darauf, dass es sich hierbei um keine Eingemeindung, sondern um einen freiwilligen Zusammenschluss handelt (anders als bei der Ortschaft Spessart).

### Einwohnerentwicklung
Die Einwohnerzahl in Schöllbronn hat sich im Laufe der letzten 200 Jahre stets erhöht, wobei in den letzten 30 Jahren die üblichen Schwankungen – bedingt durch Wegzug oder Ableben – die Einwohnerzahl kurzfristig wieder sinken ließ.
- 1800: 0425 Einwohner
- 1945: 1090 Einwohner
- 1960: 1580 Einwohner
- 1970: 1929 Einwohner
- 1980: 2710 Einwohner
- 2005: 3000 Einwohner (Am 30. April 2005 wurde erstmals die 3000-Einwohner-Marke erreicht.)
- 2007: 3013 Einwohner (Stand: 30. September 2007)
- 2010: 2935 Einwohner (Stand: 31. Dezember 2010)
- 2014: 2874 Einwohner (Stand: 31. Dezember 2014)
- 2020: 2850 Einwohner (Stand: 30. Juni 2020)[3]

## Öffentliche Einrichtungen
Schöllbronn hat eine Ortsverwaltung und eine Grundschule. Es gibt auch eine Festhalle, für Vereins- oder Privatfeiern, sowie das regional sehr beliebte Waldschwimmbad.

## Politik
Bei der Kommunalwahl am 25. Mai 2014 wurde auch der Ortschaftsrat in Schöllbronn neu gewählt. Als stärkste Fraktion ging die CDU hervor, die 6 Sitze erhielt, die SPD erhielt 3 Sitze, die FDP einen Sitz.
Seit September 2004 ist Steffen Neumeister (CDU) Ortsvorsteher von Schöllbronn.
Durch die unechte Teilortswahl war Schöllbronn mit zwei Stimmen im Gemeinderat Ettlingen vertreten. Nach der Abschaffung der unechten Teilortswahl wurde seitens der örtlichen Bevölkerung befürchtet, dass kein Schöllbronner mehr in den Gesamtrat der Stadt einziehen und somit die politische Interessenvertretung gemindert würde. Dies bestätigte sich nicht, da 2009 zwei Schöllbronner und 2014 sogar drei Schöllbronner in den Ettlinger Gemeinderat gewählt wurden. Bei der Kommunalwahl 2019 allerdings wurde kein Schöllbronner mehr in den Gemeinderat gewählt.

## Bürgermeister der Gemeinde Schöllbronn von 1825 bis 1974
- 1825–1841: Johann Weishaupt
- 1841–1849: Severin Lenz
- 1849–1861: Johann Kunz
- 1861–1870: Wilhelm Rauenbühler (wurde 1861 von der Badischen Regierung ins Amt bestimmt)
- 1871–1875: Ferdinand Wipfler
- 1875–1881: Leopold Kunz
- 1881–1895: Florian Wipfler
- 1895–1904: Jakob Kunz
- 1904–1919: Franz Xaver Hennhöfer
- 1919–1922: Bernhard Wipfler (Sohn von Bürgermeister Ferdinand Wipfler)
- 1922–1935: Kilian Neumaier
- 1935–1945: Severin Lauinger
- 1945–1946: Alfred Czech (von den französischen Besatzern eingesetzt)
- 1946–1948: Valentin Kunz
- 1948–1960: Josef Ochs
- 1960–1974: Franz Wipfler (Enkel von Bernhard Wipfler)

## Ortsvorsteher der Ortschaft Schöllbronn seit 1974
- 1974–1984: Franz Wipfler (CDU), letzter Bürgermeister der selbstständigen Gemeinde, von 1960 bis 1974
- 1984–1989: Irma Protze (CDU), erste Ortsvorsteherin von Schöllbronn
- 1989–2004: Klaus Nagel (CDU), längste Amtszeit als Gemeindevertreter (von 1971 bis 1974 im Gemeinderat Schöllbronn, von 1974 bis 2004 Mitglied des Stadtrats Ettlingen) nach dem Beitritt in die Stadt Ettlingen
- 2004–2020: Steffen Neumeister (CDU), bis dato jüngster gewählter Ortsvorsteher und längste Amtszeit als Ortsvorsteher.
- 2020–2024: Gabriele Wurster (CDU)
- seit 2024: Eberhard Wurster (CDU)

## Kultur und Sehenswürdigkeiten

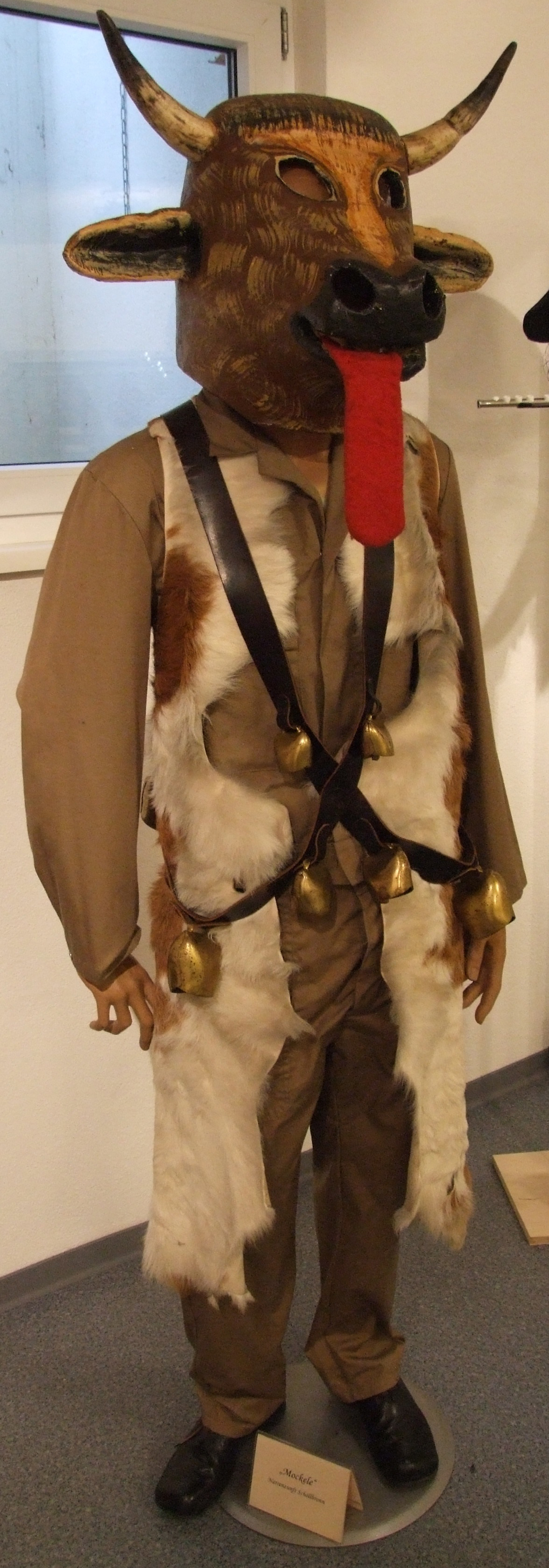
Mockele aus Schöllbronn

Schöllbronn ist bekannt für seinen Fasnachts-Umzug, der jedes Jahr am Samstag nach dem schmotzigen Donnerstag stattfindet. Dieser Umzug lockt mitunter bis zu 30.000 Zuschauer aus der ganzen Region an.

## Persönlichkeiten

### Ehrenbürger
Die Gemeinde Schöllbronn verlieh folgenden Personen die Ehrenbürgerwürde:
- 1933: Adolf Hitler, Robert Wagner und Paul von Hindenburg (durch Zusammenschluss mit der Großen Kreisstadt Ettlingen und der dortigen Aberkennung vom 10. Mai 1945 erloschen)
- 1954: Pfarrer Josef Alois Fettig (1886–1961), ortsansässiger Pfarrer von 1929 bis 1954
- 1970: Pfarrer Otto Haberstroh (1908–1985), ortsansässiger Pfarrer von 1956 bis 1970

### Persönlichkeiten, die mit dem Ort in Verbindung stehen
Die deutsche Schauspielerin Natalia Avelon lebt seit ihrer Kindheit in Schöllbronn.

## Besonderheiten
Der Spitzname der Schöllbronner Bürger lautet „Mockel“ oder „Moggel“. Der Name kommt aus dem Schwäbischen und bedeutet eigentlich „Kuhkopf“. Die Schöllbronner Fasnachtsgruppe hat dies auch als Symbol gewählt – einen Kuhkopf. Von der Ettlinger Kernstadt werden die Schöllbronner als „Rebellen“ angesehen, da sie zu jeder Kleinigkeit sehr gern und deutlich ihre Meinung sagen.

## Vereine
Neben der Freiwilligen Feuerwehr und Musikvereinen gibt es mehrere Sportvereine in Schöllbronn, insbesondere im Bereich Tennis, Badminton und Fußball.